# Xavier Monteys i Verdaguer
Xavier Monteys i Verdaguer, esportivament conegut com a Monty (Barcelona, 16 de febrer de 1973) és un exfutbolista català que jugava en la posició de mitjapunta ofensiu.

## Trajectòria
Monty es va formar al CE Sant Gabriel, equip de futbol base de Sant Adrià de Besòs, fins a l'edat juvenil. El 1991, amb 18 anys, va fer el salt al CE Júpiter de Barcelona, a la Tercera Regional catalana. El 1993 va passar un any per un altre històric de la ciutat comtal, el CF Barceloneta, a Regional Preferent.
La temporada 1994/95 la va començar a la Tercera Divisió espanyola amb el UE Cerdanyola de Mataró, tot i que a meitat de curs va marxar al seu rival ciutadà, el CE Mataró, que jugava una categoria per sota, a Regional Preferent. En el seu primer any amb els blanc-i-negres va aconseguir l'ascens, i la temporada 1995/96 es va convertir en un dels millors golejadors de Tercera Divisió, fet que el va portar a fitxar pel Reial Saragossa. Va militar breument al filial aragonès, per tornar a Mataró sis mesos més tard.
La temporada 1999/2000 va ser, amb 19 gols, el màxim golejador del seu equip, a la millor campanya dels mataronins en tota la seva història, en aconseguir el subcampionat de la Copa Catalunya i el seu primer ascens a Segona Divisió B. Al final d'aquella temporada, Monty va fitxar pel Terrassa FC, on també va viure una de les èpoques daurades de la història del club, amb un ascens a Segona Divisió A i amb la consecució de dues Copes Catalunya.
La temporada 2002/03 va completar una de les seves campanyes més notables; en la lliga, va aconseguir 7 gols en 14 partits, el seu millor registre en la categoria de plata. A la Copa del Rei va ser el gran protagonista de l'enfrontament, en els vuitens de final, entre el Terrassa FC i el Reial Madrid. Els egarencs van plantar cara als blancs, que finalment van superar l'eliminatòria per un marcador global de 7-5, i Monty va ser l'autor de tres dels cinc gols del seu equip. Va culminar la temporada conquistant la tercera Copa Catalunya en la història del Terrassa FC. Contra tot pronòstic, el seu equip es va imposar a la final al FC Barcelona, a la tanda de penals, després que el partit acabés amb empat a un, sent Monty l'autor del gol terrassenc. Com a colofó a la campanya, va ser convocat per la selecció catalana, participant en l'històric partit davant Brasil, que va emplenar el Camp Nou, el 18 de maig de 2002.
En total, Xavier Monteys va jugar tres temporades amb el Terrassa FC a Segona Divisió, acumulant 118 partits i 12 gols. Tot i el descens de categoria, el 2005, Monty va seguir un any més al club terrassenc a Segona B. La temporada 2006/07 va jugar al CF Badalona i l'estiu de 2007 va signar per un altre club català de la categoria de bronze, l'UDA Gramenet, equip del qual va arribar a ser el capità.
El desembre de 2008 va descobrir que patia un càncer de testicles, després de passar un control antidopatge. Va abandonar temporalment els terrenys de joc i després de sotmetre a una intervenció a l'Hospital Clínic de Barcelona, va poder tornar als terrenys de joc poques setmanes més tard.
No obstant això, al final d'aquesta temporada, el jugador va tenir un enfrontament amb la directiva del club colomenc, que finalment va decidir no renovar-li el contracte. Malgrat que ja tenia 36 anys, el desig del futbolista de continuar en actiu el va portar a entrenar-se en solitari alguns mesos. Després de rebutjar una oferta del Kitchee SC de Hong Kong, el novembre de 2009 va fitxar pel FC Santboià, equip en el qual va penjar les botes el 2014, amb 41 anys.

## Internacional
L'any 2002 va disputar dos partits amb la selecció de Catalunya, contra el Brasil i la Xina.

## Clubs
| Club                    | Anys      |
| ----------------------- | --------- |
| CE Júpiter              | 1991-1993 |
| CF Barceloneta          | 1993-1994 |
| UE Cerdanyola de Mataró | 1994      |
| CE Mataró               | 1994-1996 |
| Real Zaragoza B         | 1996-1997 |
| CE Mataró               | 1997-2000 |
| Terrassa FC             | 2000-2006 |
| CF Badalona             | 2006-2007 |
| UDA Gramenet            | 2007-2009 |
| FC Santboià             | 2009-2014 |

## Palmarès
| Títol          | Club        | Any  |
| -------------- | ----------- | ---- |
| Copa Catalunya | Terrassa FC | 2003 |
| Copa Catalunya | Terrassa FC | 2004 |